# Сон Сок У
Сон Сок У (кор. 송석우, 宋錫雨, р.1 марта 1983) — южнокорейский шорт-трекист. Олимпийский чемпион 2006 года и 4-кратный чемпион мира. Окончил Университет Данкук на факультете физического воспитания. 

## Биографмя
Сон Сок У, сын отца Сун Чан Ёна и мамы Ли Хва Ён, с раннего детства катался на катке Lotte World в районе Джамсил в Сеуле. Он участвовал в национальных соревнованиях с начальной школы Ёнджу, которая не являлась специальной школой катания на коньках. Во втором классе средней школы Квангмун, в возрасте 15 лет был выбран в качестве игрока национальной сборной и впервые принял участие на юниорском чемпионата мира в Монреале, где занял 7-е места в беге на 500 и 1000 м, и в общем зачёте поднялся на 10-е место.
В национальных юниорских соревнованиях 2000 года он победил во всех трех гонках, начиная с бега на 500 метров, и испытал радость от завоевания общего 1-го места.
В 2003 году завоевал две золотых и одну бронзовую медали зимних Азиатских игр в Аомори, серебряную и три бронзовых медали чемпионата мира в Варшаве, а также серебряную медаль чемпионата мира среди команд в Софии. В 2004 году стал обладателем двух золотых, двух серебряных и одной бронзовой медали чемпионата мира в Гётеборге, а также золотой медали чемпионата мира среди команд в Пекине. 
В 2005 году участвовал на студенческой зимней Универсиаде в Инсбруке завоевал две золотые медали в беге на 500 м и в эстафете, а также серебряную на дистанции 1500 м. В 2006 году завоевал золотую медаль в эстафете на Олимпийских играх в Турине и золотую медаль на чемпионате мира среди команд в Монреале. Он ушел в отставку сразу после сезона 2005-06, но на самом деле ещё участвовал в отборе национальной сборной на сезон 2006-07, но не смок квалифицироваться и завершил карьеру.
После Сон Сок У работал тренером мэрии Каннына.

## Семья
У него есть старший брат Сон Чон Ён, который живёт в его родном городе. Старшая сестра Сон также была активным конькобежцем до начальной школы и была многообещающей перспективой с великолепной карьерой, такой же хорошей, как и у Сон, но она сменила спортивную карьеру на учёную, и в настоящее время посещает юридический факультет Университета Сонгюнгвана.